# Gustav-Adolf von Zangen
Gustav-Adolf von Zangen (7. november 1892 i Darmstadt – 1. maj 1964 i Hanau) var en tysk general og øverstbefalende for den 15. tyske armé i Holland i 1944 under 2. verdenskrig.
Han var veteran fra 1. verdenskrig og havde fået jernkorset for sin indsats. Han blev tildelt rang af løjtnant.
Før han fik kommandoen over den 15. armé, havde han kommandoen over den 17. infanteridivision i Sovjetunionen, et korps i Frankrig i 1943 og i en kort periode en hærafdeling i Italien.
I 1944 fik han Jernkorsets Ridderkors med egeløv for sin indsats i 2. verdenskrig.
| Militære embeder                                     | Militære embeder                                                        | Militære embeder                                     |
| ---------------------------------------------------- | ----------------------------------------------------------------------- | ---------------------------------------------------- |
| Efterfulgte: Generalløjtnant Ernst Güntzel           | Kommandør for 17. Infanterie-Division 25. december 1941 – 1. april 1943 | Efterfulgtes af: Generalmajor Richard Zimmer         |
| Efterfulgte: General der Artillerie Hans Behlendorff | Kommandør for LXXXIV. Armeekorps 1. april 1943 – 1. august 1943         | Efterfulgtes af: General der Artillerie Erich Marcks |
| Efterfulgte: General Hans von Salmuth                | Kommandør for 5. Armee 25. august 1944 – 18. april 1945                 | Efterfulgtes af: ingen                               |